# Vytautas (nome)
Vytautas  è un nome proprio di persona lituano maschile.

## Varianti in altre lingue
- Bielorusso: Вітаўт (Vitaŭt)
- Bulgaro: Витовт (Vitolt)
- Croato: Vitold
- Italiano: Vitoldo[2]
- Latino: Vitoldus
- Lettone: Vītauts
- Polacco: Witold[1], Witołd[1]
- Russo: Витольт (Vitol'd), Витовт (Vitovt),
- Tedesco: Witold[1]
- Ucraino: Вітольт (Vitol'd), Вітовт (Vitovt)
- Ungherese: Vitold

## Origine e diffusione

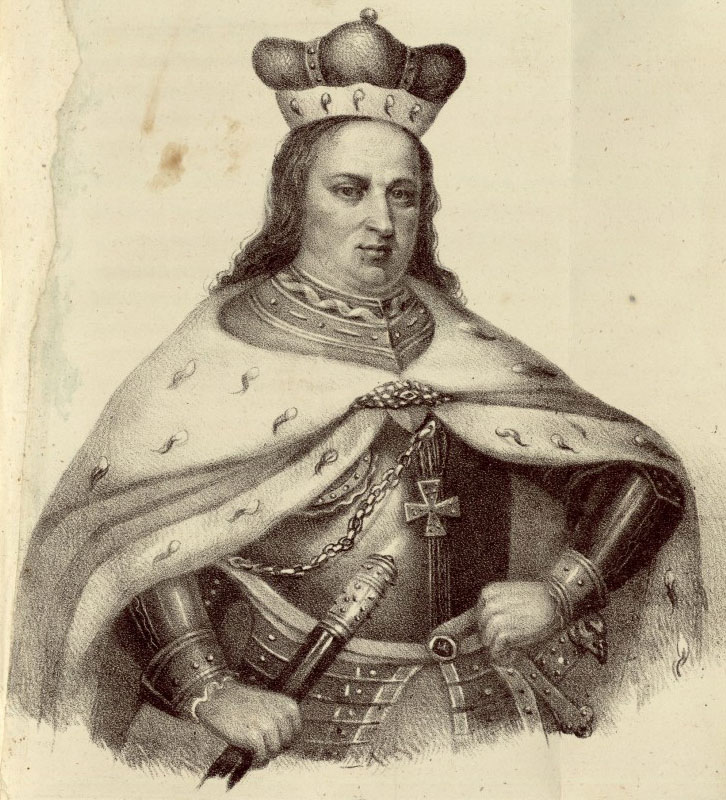
Vytautas il Grande

Nome di origine baltica, è composto dalle radici vyti ("inseguire", "scacciare") oppure vyd ("vedere") e tauta ("popolo", "nazione").
Venne portato da Vytautas il Grande, che fu granduca di Lituania ed è considerato eroe nazionale dai lituani. Il suo nome in polacco è passato come Witold, anche se c'è la possibilità che questo sia in realtà un derivato del nome germanico Widald (da widu, "legno", "bosco", e wald, "sovrano", "potere", attestato anche come Witolt e Guidoald). Da lì è passato al latino Vitoldus e quindi all'italiano Vitoldo, che però conta una diffusione trascurabile.

## Onomastico
L'onomastico può essere festeggiato il 1º novembre, giorno di Ognissanti, non essendovi santi con questo nome che è quindi adespota.

## Persone
- Vytautas, granduca di Lituania

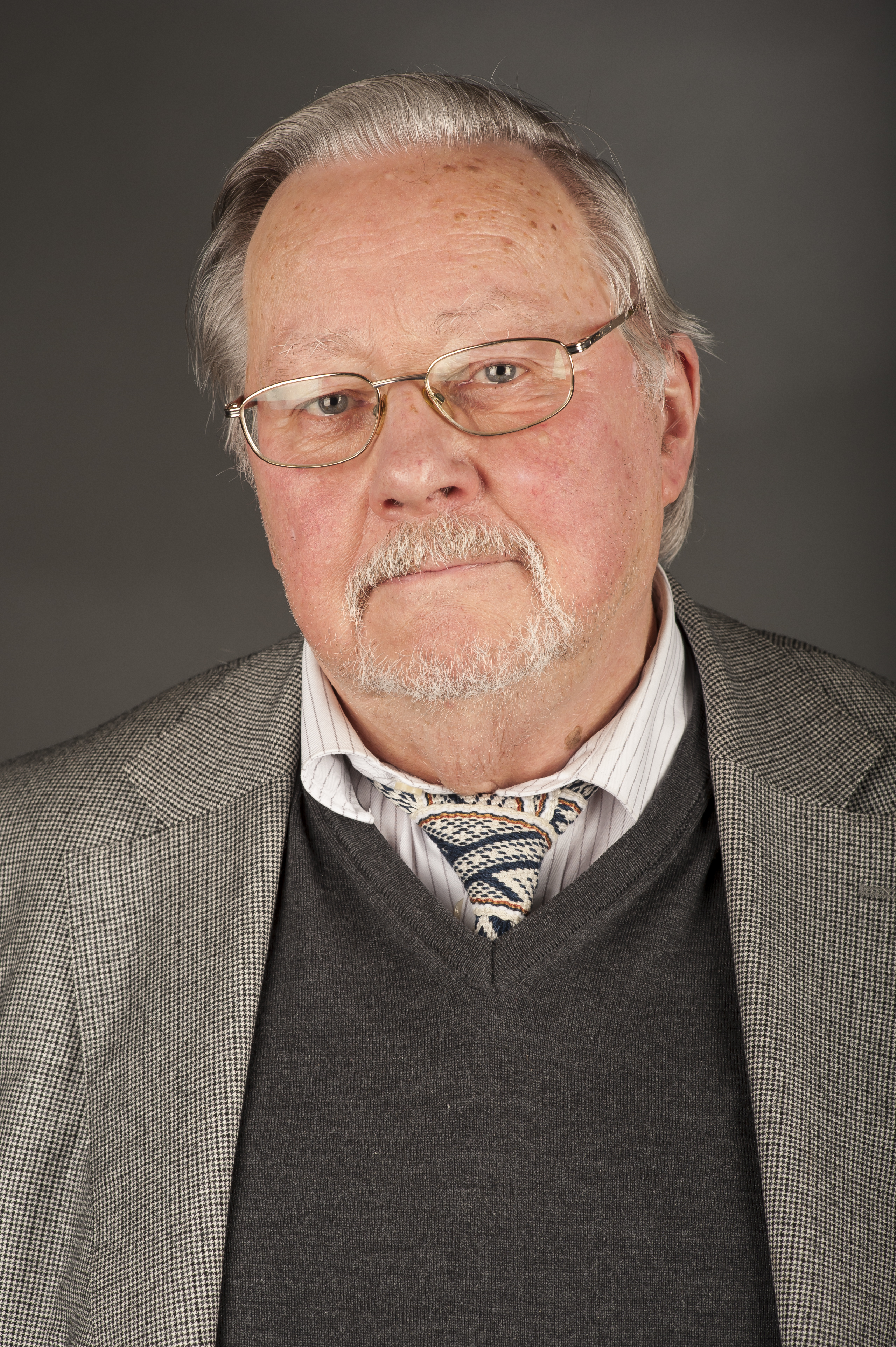
Vytautas Landsbergis

- Vytautas Andriuškevičius, calciatore lituano
- Vytautas Budriūnas, cestista statunitense naturalizzato lituano
- Vytautas Černiauskas, calciatore lituano
- Vytautas Janušaitis, nuotatore lituano
- Vytautas Kriščiūnas, calciatore lituano
- Vytautas Kulakauskas, cestista sovietico
- Vytautas Landsbergis, politico lituano
- Vytautas Lukša, calciatore lituano
- Vytautas Miskinis, direttore di coro e compositore lituano

### Variante Witold

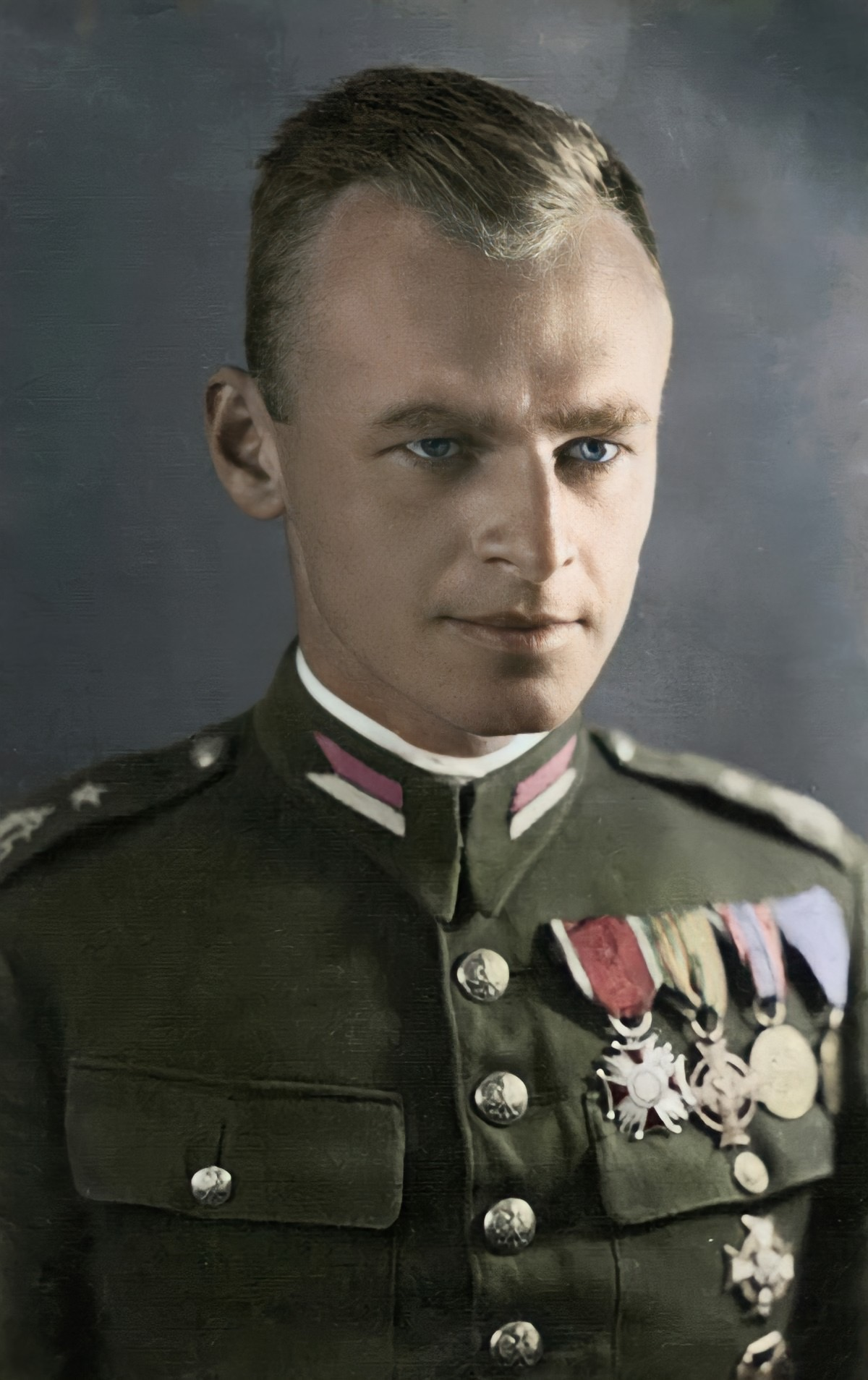
Witold Pilecki

- Witold Gombrowicz, scrittore polacco
- Witold Kiełtyka, batterista polacco
- Witold Lutosławski, compositore e direttore d'orchestra polacco
- Witold Małcużyński, pianista polacco
- Witold Pilecki, militare polacco
- Witold Sobociński, direttore della fotografia polacco
- Witold Wojtkiewicz, pittore polacco
- Witold Woyda, schermidore polacco
- Witold Zagórski, cestista e allenatore di pallacanestro polacco

### Altre varianti
- Vitol'd Vitold'ovič Jakimčik, compositore di scacchi sovietico